# Garlenda
Garlenda (im Ligurischen: Garlénda) ist eine norditalienische Gemeinde mit 1371 Einwohnern (Stand 31. Dezember 2023) in der Region Ligurien. Politisch gehört sie zu der Provinz Savona.

## Geographie
Garlenda liegt im Val Lerrone, in der Nähe des Zusammenflusses der Arroscia mit dem Fluss Lerrone. Die Gemeinde gehört zu der Comunità Montana Ingauna und ist circa 55 Kilometer von der Provinzhauptstadt Savona entfernt.
Nach der italienischen Klassifizierung bezüglich seismischer Aktivität wurde die Gemeinde der Zone 3 zugeordnet. Das bedeutet, dass sich Garlenda in einer seismisch inerten Zone befindet.

## Klima
Die Gemeinde wird unter Klimakategorie C klassifiziert, da die Gradtagzahl einen Wert von 1362 besitzt. Das heißt, die in Italien gesetzlich geregelte Heizperiode liegt zwischen dem 15. November und dem 31. März für jeweils 10 Stunden pro Tag.

## Fiat 500 Club Italia
In Garlenda befindet sich der Sitz des Fiat 500 Club Italia, dem weltweit größten Zusammenschluss von Freunden des nuova Fiat 500, der in den Jahren 1957 bis 1975 gebaut wurde. Nach eigenen Angaben vereint der Club über 10.000 Mitglieder.
Seit 1984 findet in Garlenda am ersten Juli-Wochenende auch das weltgrößte Fiat 500-Treffen mit über 1000 alten Fiat 500 statt.
Darüber hinaus betreibt der Fiat 500 Club Italia in Garlenda ein kleines Museum über die Geschichte des Fiat 500.
Im Ort gibt es außerdem ein Denkmal zu Ehren des Kultflitzers aus Turin.